# Північна Фракія
42°15′ пн. ш. 26°0′ сх. д. / 42.250° пн. ш. 26.000° сх. д.

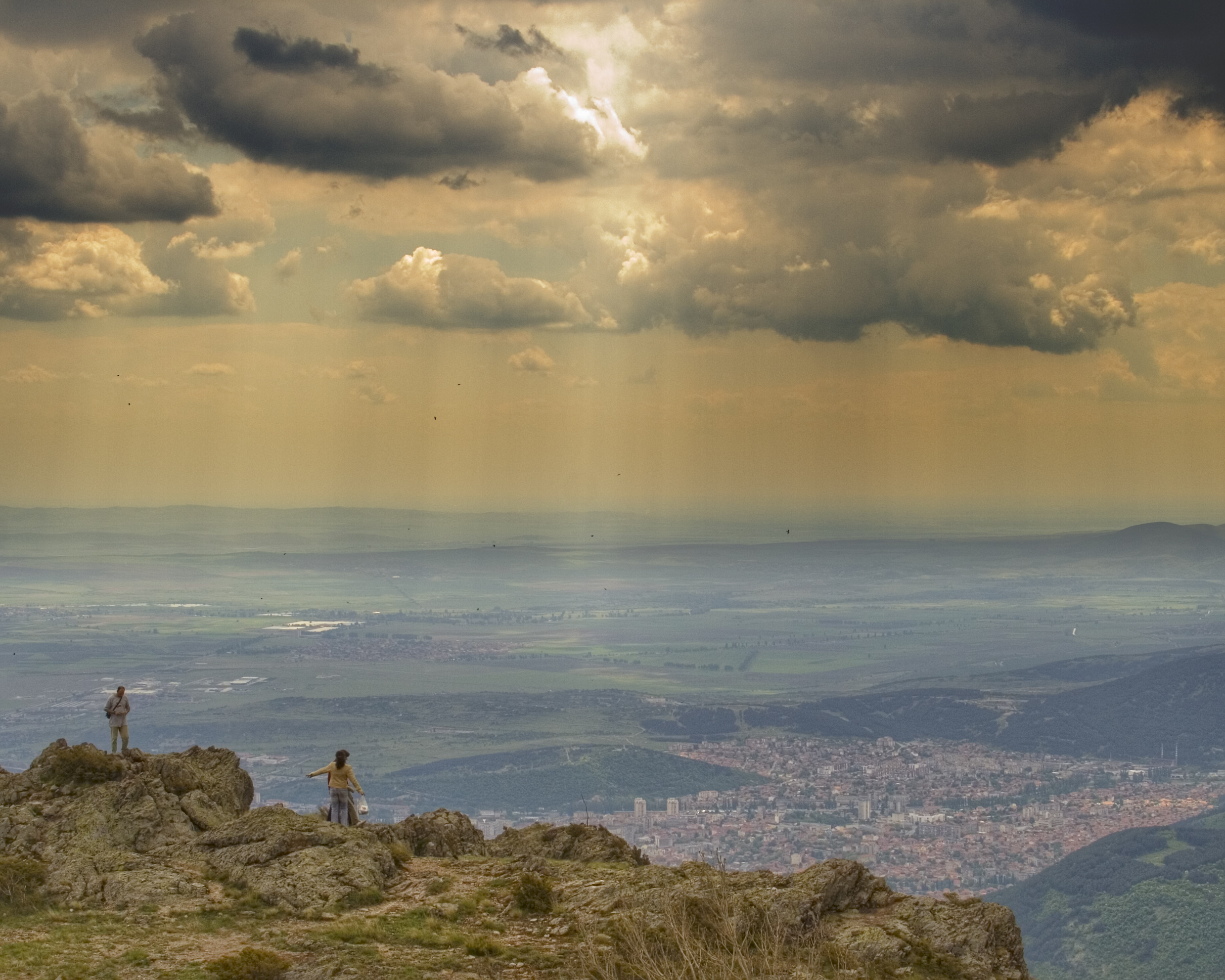
Вид на місто Сливен і східні райони Північної Фракії з півдня Стара Планіна

Півні́чна Фра́кія або Півні́чна Тра́кія (болг. Северна Тракия) — північна частина історичної області Фракія.
Вона розташована в південній частині Болгарії, між горами Средна Гора на півночі і заході, Родопи, Странджа Сакара на півдні, і Чорним морем на сході. Родючі сільськогосподарські області Північної Фракії займають площу 6032 км², середня висота 168 м. Рельєф рівнинній.
Клімат континентальний. Найвища температура, зареєстрована в Болгарії 45,2 ° C на Садовій в 1916 році. Опадів — 550 мм на рік. Важливі річки Мариця і її притоки: Тунджа, Стряма, Тополниця і Вачу.
Серед значних міст: Пловдив, Бургас, Стара Загора, Пазарджик, Асеновград, Хасково, Ямбол, Сливен.